# Cipriano Ribeiro Freire
Cipriano Ribeiro Freire (Lisboa, 1 de dezembro de 1749 — Lisboa, 4 de junho de 1824) foi um diplomata português, sendo o primeiro embaixador de Portugal nos Estados Unidos da América. 

## Biografia

### Primeiros anos
Cipriano Ribeiro Freire nasceu em São Julião, Lisboa, em 1 de dezembro de 1749. Era filho de António Ribeiro Freire e Teresa Maria Rosa. Seu pai era ligado a atividade industrial e ao comércio, seguindo os mesmos passos, Cipriano estudou na Aula do Comércio.

### Representante português em Londres
Seguiu, todavia, a carreira da burocracia estatal, sendo um dos protegidos do Marquês de Pombal. Em 1774 foi para Londres, assumir um cargo na secretaria de Estado dos Negócios Estrangeiros e da Guerra. Era um ano difícil para a diplomacia portuguesa, e Ribeiro Freire ficou responsavel por mediar os negócios portugueses em Londres, necessário devido aos gastos com o conflito luso-espanhol na fronteira sul do Brasil.
Após Luís Pinto de Sousa Coutinho ter cessado funções em Londres, Freire foi, entre 4 de setembro de 1783 e 3 de setembro de 1785, encarregado de negócios interino em Londres. E pelo bom trabalho tornou-se fidalgo e cavaleiro da Ordem de Santiago da Espada.
Em 5 de setembro de 1788, quando Sousa Coutinho foi escolhido para Secretario de Estado dos Negócios Estrangeiros e da Guerra, Ribeiro Freire voltou a ser o representante diplomático português junto da corte inglesa, cumprindo o cargo até julho de 1792.

### Representante português nos Estados Unidos da América
No periodo de 1794 a 1799 foi o primeiro embaixador de Portugal nos Estados Unidos da América. A discussão sobre qual seria o diplomata que representaria o novo país, recém reconhecido pela Inglaterra, foi fervorosa. Freire foi escolhido por suas qualificações e por sua ligação a intelectualidade americana.
A esse respeito era membro da Academia de Ciência de Lisboa; da Sociedade Filosófica Americana, com sede na Filadélfia; da Royal Society; Society of Antiquaries; da Society for the Encouragement of Arts, Manufacture and Commerce e da Associação dos Amigos da Humanidade. 
Como embaixador, se tornou amigo íntimo de George Washington, presidente da época. 
Em 1801 exerceu a função de plenipotenciário nas negociações de Paz em Amiens. 

### Retorno a Portugal
Com a retirada da família real para o Brasil, ele assumiu, em 1809, o cargo de governador do Conselho de Regência, assim como outros homens importantes do Reino. Esse conselho governaria Portugal, enquanto o príncipe regente estivesse no Brasil, e Ribeiro Freire ficou responsabilizado pelos Negócios Estrangeiros, visto o seu largo conhecimentos na diplomacia. 
Cipriano também foi, entre 1810 e 1820, deputado da Real Junta do Comércio, Industria, Agricultura e Navegações. 
Morreu em 4 de julho de 1824. Deixando sua esposa, a inglesa Agner Frances Hudson (casados em 1791), viuva pela segunda vez.

## Obras
- Lições de aritmética para o quarto ano da aula de comércio (Manuscrito).